# Scopula eximia
Scopula eximia là một loài bướm đêm trong họ Geometridae.